# Leopardus pardalis aequatorialis
Ocelote salvadoreño (náhuatl océlotl) es una especie de mamífero carnívoro de la familia Felidae. Se encuentran también en países de Centroamérica (tales como Guatemala, Belice, El Salvador, Honduras, Nicaragua, Costa Rica y Panamá)

## Nombres comunes
Costa Rica y Panamá: Manigordo.
El Salvador: Gato montés.

## Distribución

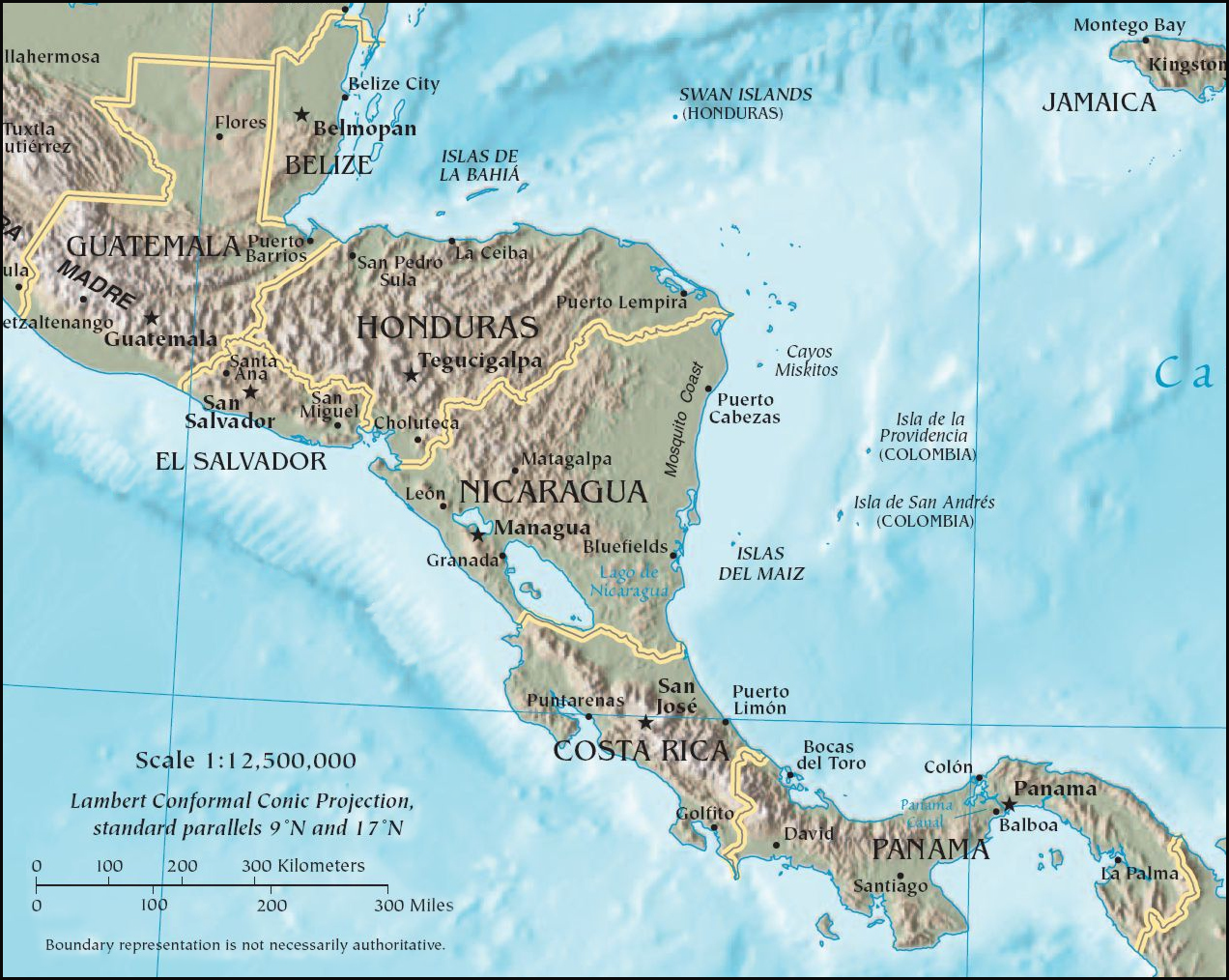
Distribución

Los ocelotes de América Central (Leopardus pardalis aequatorialis) se encuentran desde el sur de México hasta el último país de esa región (Panamá).

## Hábitat
Su hábitat son lugares de zonas tropicales como selvas húmedas y zonas montañosas.

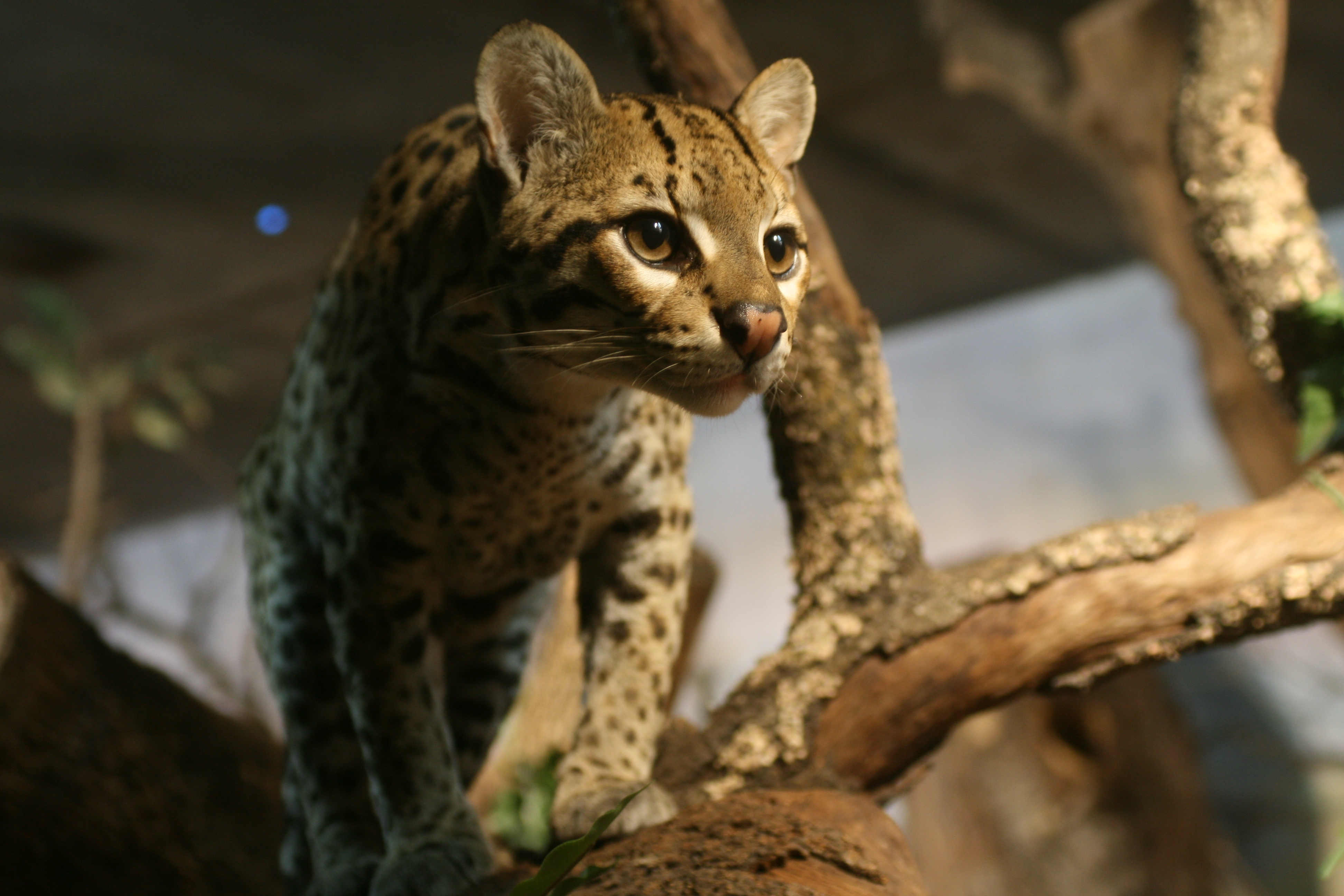
Los ocelotes pasan subidos en ramas, a veces durmiendo.

En su hábitat, es uno de los carnívoros más importantes de su cadena trófica, puesto que utiliza hábitats que no pueden usar el jaguar y el puma, alimentándose de poblaciones de especies más pequeñas. Está asociado a hábitats de vegetación densa y coberturas boscosas. Necesitan zonas amplias para vivir. Puede habitar una gran cantidad de ecosistemas: bosques de manglares, pantanos costeros, praderas de sabanas, pastizales, matorrales espinosos y bosques tropicales de todo tipo.
Su área de acción oscila entre 0.8 y 14.6 km², que varía de acuerdo a las características propias de cada sitio, determinada por factores importantes como disponibilidad de presas y presión de cacería. El área de acción del macho es mayor que la de la hembra. Su densidad poblacional varía de 5 a 100 individuos por cada 100 km², más alta que otros pequeños felinos.

## Comportamiento
No se sabe aún mucho de esta especie pero se sabe que es un felino nocturno y también son territoriales como la mayoría de los felinos.

## Reproducción
La madurez sexual la alcanzan pasado los 2 años. Se estima que las hembras de ocelote crían cada dos años. El período de gestación es de 70 a 85 días. Las madres tienen de uno a cuatro cachorros en cada parto. Las hembras son adultas al año y medio, los machos a los dos años.

## Alimentación
Se alimenta de mamíferos medianos y pequeños; como zarigüeyas, monos, murciélagos, conejos e incluso ciervos adultos muertos y otros como tepezcuintle. También comen reptiles (caimanes jóvenes, lagartos y serpientes) y los huevos de lastortugas. También es posible que coman garrobos.
Cazan a las aves distraídas. Cazan en solitario o en grupos familiares, y el éxito de la captura depende sobre todo de la vista y el oído; el olfato también está muy desarrollado en los ocelotes, pero éste lo suelen emplear en el examen de la presa y en el reconocimiento del territorio marcado con orina por otros machos de la especie. Las técnicas empleadas para cazar son variadas: en unos casos acechan a la presa y, en otros, se esconden detrás de plantas y se lanza después por sorpresa sobre sus víctimas.

## Galería

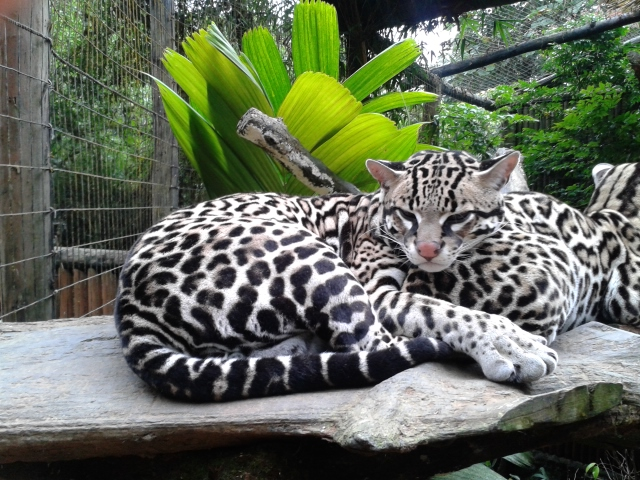
Manigordo. Ocelote. Costa Rica
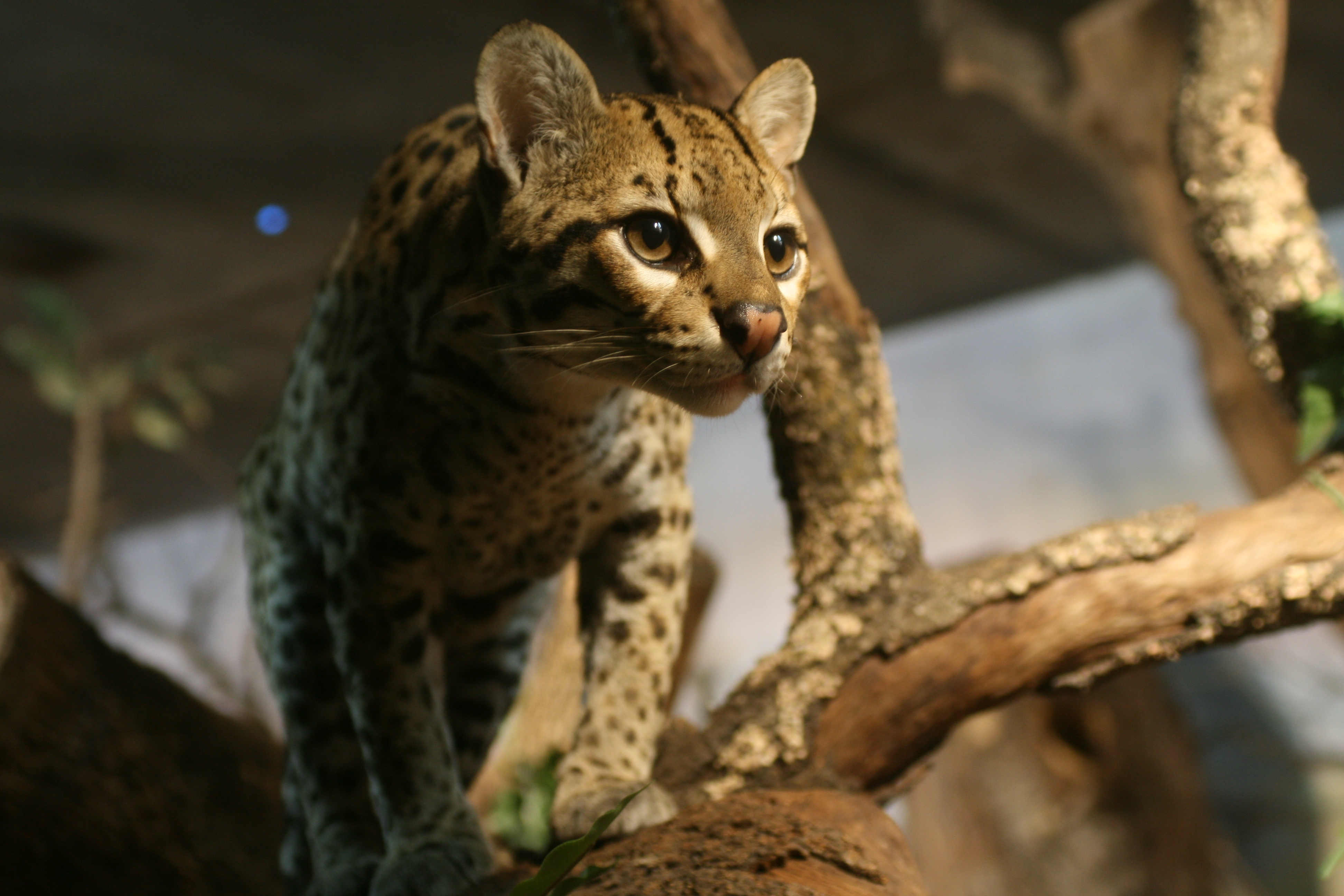
Primer plano.

- Datos: Q20907067